# 知立消防署
知立消防署（ちりゅうしょうぼうしょ）は、愛知県知立市弘法にある衣浦東部広域連合消防局の消防署。

## 沿革
- 1971年（昭和46年） - 知立市消防本部・知立消防署誕生[1]。
- 2003年（平成15年）4月1日 - 衣浦東部広域連合消防局 知立消防署に改称[2]。

## 車両
- 消防ポンプ車：1台
- 水槽付消防ポンプ車：1台
- はしご車：1台
- 資機材搬送車：1台
- 救助工作車：1台
- 高規格救急車：2台
- 指令車：1台
- 広報車：1台
- 連絡車：2台
  - 合計：11台